# Montenegro
Montenegro (montenegrinisch bzw. serbokroatisch Црна Гора Crna Gora [ˈt͡sr̩naː ˈɡɔra],  albanisch Mali i Zi) ist eine Republik an der südöstlichen Adriaküste in Südosteuropa. Das montenegrinische Staatsgebiet grenzt im äußersten Westen an Kroatien (25 km), im Nordwesten an Bosnien und Herzegowina (225 km), im Nordosten an Serbien (124,4 km), im Osten an den Kosovo (78,6 km) und im Südosten an Albanien (172 km). Montenegro gehörte seit 1920 zu Jugoslawien und wurde am 3. Juni 2006 unabhängig.
Der Balkanstaat ist mit etwa 616.000 Einwohnern und einer Fläche von 13.812 Quadratkilometern einer der kleineren Staaten Europas. Die Hauptstadt und bevölkerungsreichste Stadt ist Podgorica, zweitgrößte Stadt ist Nikšić. Hauptwirtschaftszweige sind der Dienstleistungssektor und der Tourismus, vor allem an der montenegrinischen Küste.
Montenegro ist Mitglied der Vereinten Nationen, der WTO, der OSZE, des Europarates und der NATO. Zudem ist es Beitrittskandidat der Europäischen Union und verwendet den Euro als Währung.

## Landesname
Der Name Montenegro stammt aus dem Italienischen bzw. Venezianischen und bedeutet auf Deutsch ‚schwarzer Berg‘ oder ‚schwarzes Gebirge‘. Daher wurde das Land im 19. Jahrhundert im Deutschen auch Schwarzenberg genannt.

## Geographie

### Physische Geographie

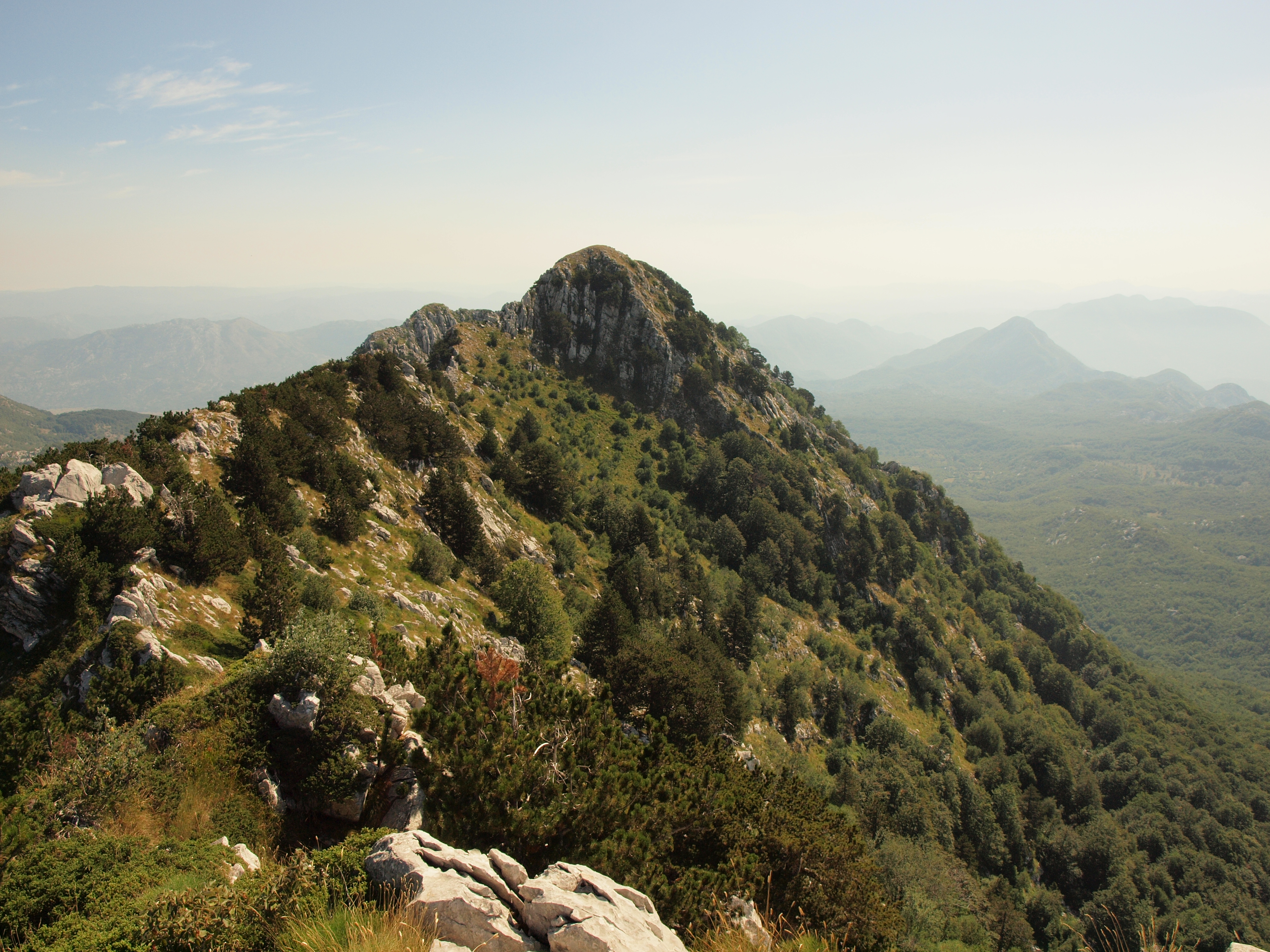
Oro-mediterrane Stufe am glazial überprägten Pazua-Kamm (Velje leto) im Orjen. Lebensraum für Krim-Pfingstrose und Orjen-Schwertlilie
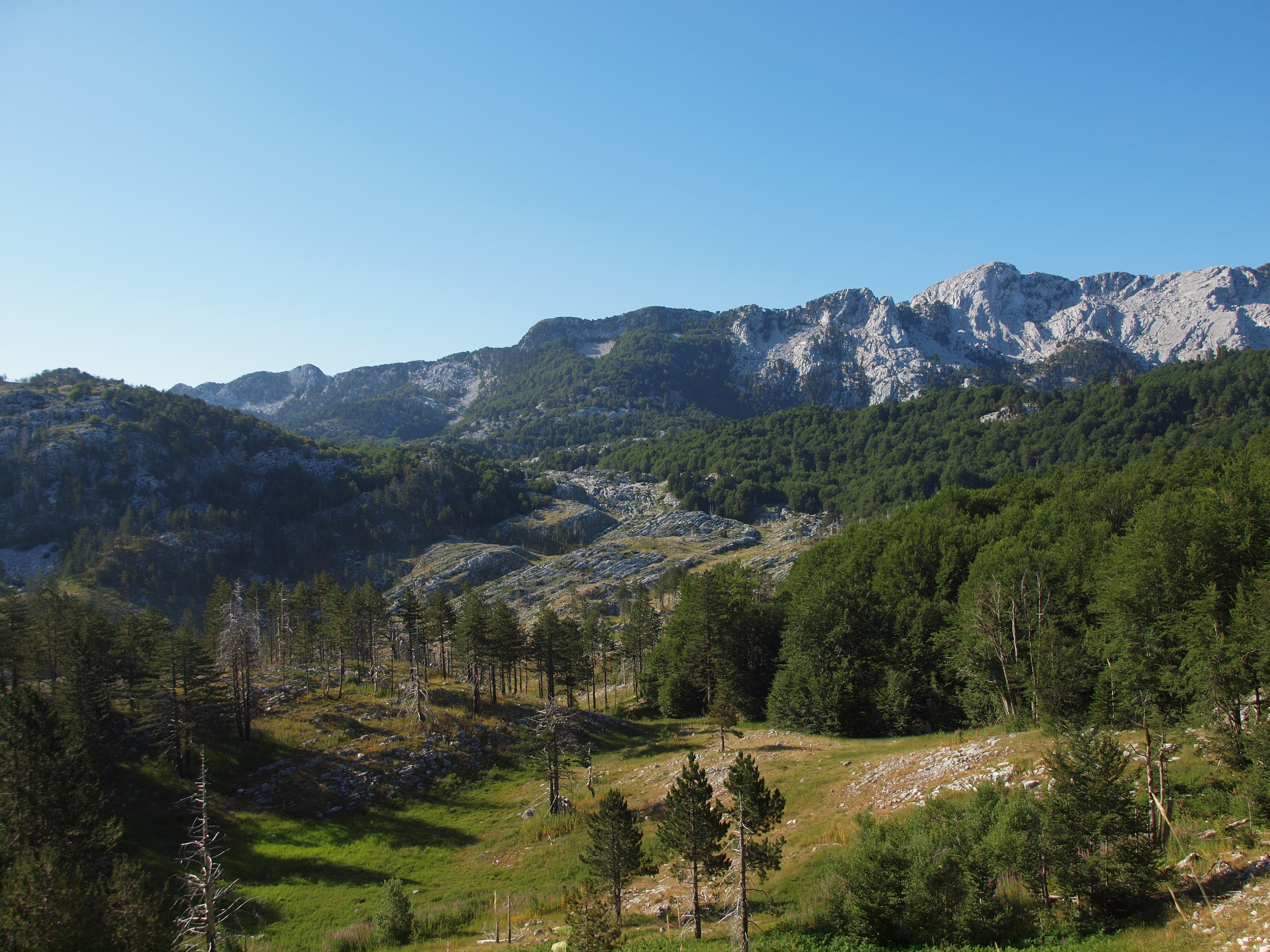
Montane Tannen-Buchen- und subalpine Ahorn-Buchenwälder der Bijela gora. Im linksseitigen Vordergrund Schwarzkiefer.
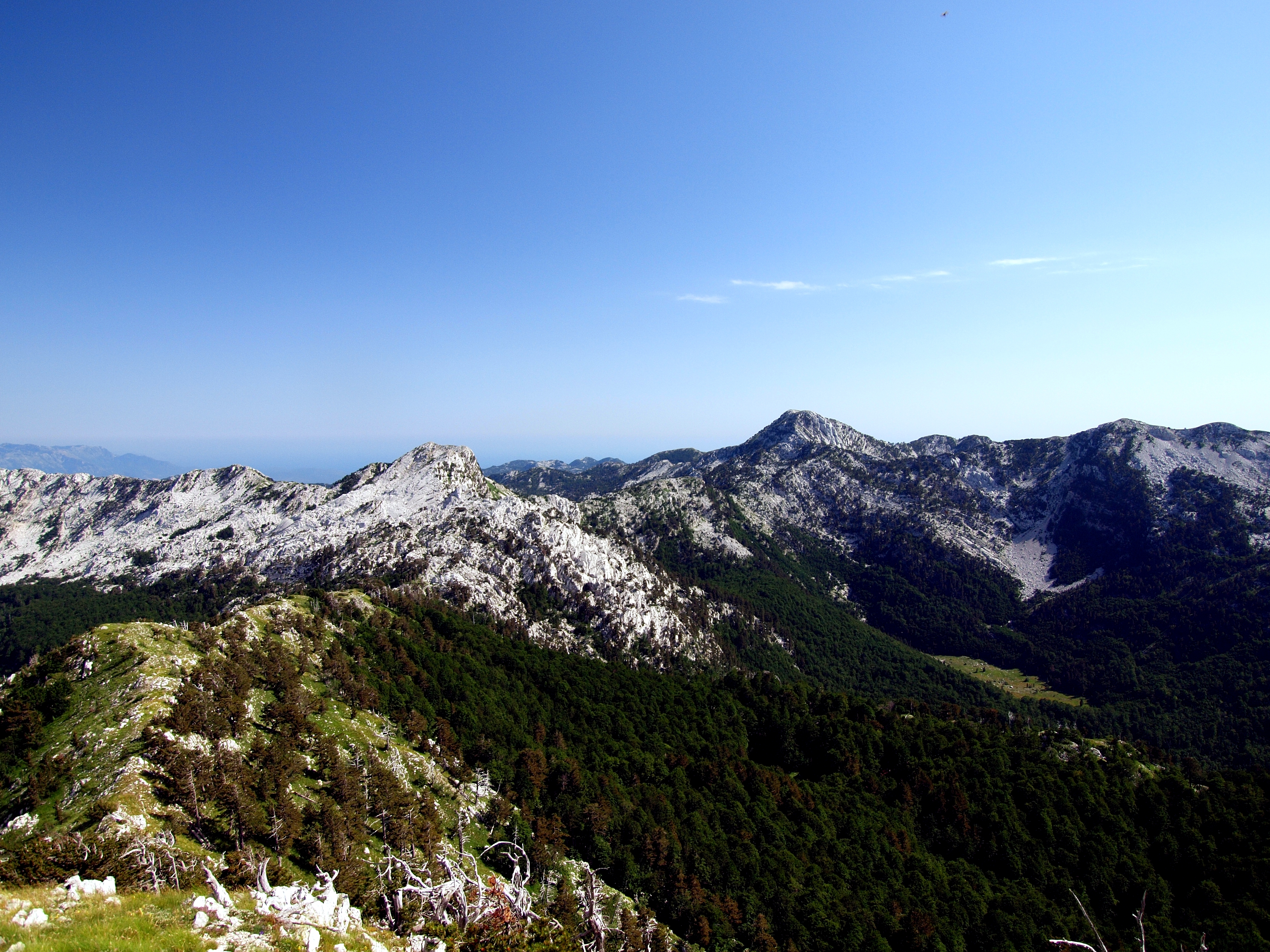
Der Orjen, das höchste Küstengebirge der Dinariden

Montenegro ist ein im europäischen Vergleich relativ dünn besiedeltes, waldreiches Gebirgsland im südöstlichen Teil des Dinarischen Gebirges. Die unzugänglichen Hochgebirge werden durch steile abweisende Canyons zerteilt. Darunter gilt die Tara-Schlucht als tiefste Schlucht Europas. Daher ist nur das durch zahlreiche Verbreiterungen geprägte Tal des Lims dichter besiedelt.
Den Südosten Montenegros prägen Niederungen. In der Kryptodepression des Skutarisees und der Niederung der unteren Morača und Cijevna liegen seine fruchtbarsten Gebiete; dort wird unter anderem der landestypische Rotwein Vranac angebaut.
Besondere Bedeutung haben die zahlreichen Poljen, das von Nikšić ist am größten und am dichtesten besiedelt. Neben den typisch mitteleuropäisch geprägten Buchen-, Tannen- und Fichtenwäldern Zentralmontenegros, die insbesondere mit ihrem Baumreichtum zu den artenreichsten Wäldern Europas zählen (u. a. finden sich in den Bergwäldern Montenegro die endemisch-reliktischen Baumarten Griechischer Ahorn, Schlangenhaut-Kiefer, Rumelische Kiefer und Baum-Hasel), sind auch mediterrane Hartlaubwälder mit Stein- und Mazedonischer Eiche vertreten. Am Skutarisee gibt es typische Auwälder mit Stieleichen und Weichholzauen. Die Urwälder der Nationalparks am Durmitor sowie Biogradsko jezero in der Belasica sind Rückzugs- und Lebensraum für Raubtiere wie Wolf, Braunbär und Luchs.
Das Land lässt sich von Südwest nach Nordost in drei hauptsächliche Landschaftsräume gliedern:
- die steil abfallende und durch Buchten (z. B. Bucht von Kotor) gegliederte Steilküste am Mittelmeer (Adria) mit den historischen mediterranen Küstenorten;
- das karge und wasserlose Karsthochplateau Altmontenegros (Rudine, Banjani und die Katunska nahija mit dem höchsten Küstengebirge Dalmatiens, dem Orjen mit dem Zubački kabao (1894 m. i. J.) sowie dem Lovćen), wo nur wenige Poljen etwas landwirtschaftlich nutzbaren Boden bieten (Grahovo, Cetinje);
- das durch Canyons (Tara-Canyon, Piva-Canyon) tief zerteilte, abweisende nordmontenegrinische Hochgebirgsland. Hier befinden sich die höchsten Erhebungen Montenegros und des gesamten Dinarischen Gebirges: das Prokletijemassiv mit der höchsten Erhebung des Landes, dem Zla Kolata (2534 m. i. J.), sowie das Durmitor-Massiv mit dem Bobotov Kuk (2522 m. i. J.).

Als einzigem Gebirge der Balkanhalbinsel halten sich im Durmitor (Gletscher Debeli namet) und insbesondere im Prokletije (Jezerce Spitze, Zla Kolata, Karanfil) noch ganzjährig zahlreiche Firnfelder und kleinere Gletscher (maximal bis 350 Meter lang und 300 Hektar Ausdehnung). In den pleistozänen Kaltphasen war Montenegro das am stärksten vergletscherte Gebiet Südeuropas. Neue Quartärforschungen zu geologischen Ereignissen während der Eiszeit in den Südostdinariden haben eine schon früher vermutete massive Vergletscherung Montenegros während der Mindel-Eiszeit belegt. Selbst im subadriatischen Orjen wurde für die Mindel-Epoche ein Eisschild von bis zu 400 m Mächtigkeit und das Vorhandensein zahlreicher Auslassgletscher, die bis zum Rand der Bucht von Kotor an der Adriaküste reichten, belegt. Als Ergebnis der Großvergletscherung sind die Hochgebirge Montenegros typischerweise von Formen der Glazialmorphologie wie Glazialseen, Moränen, Trogtälern, Steilwänden und Karlingen geprägt. Bis heute sind sie auch ein Rückzugsgebiet der Eiszeitflora wie den eiszeitlichen Relikten Silberwurz (Dryas octopetala) und Edelweiß (Leontopodium alpinum). Das Vorkommen von Dryas wurde selbst noch auf der Bijela gora unweit der Adriaküste belegt, in dem sonst überwiegend mediterrane Hochgebirgspflanzen vorgefunden werden.

### Administrative Gliederung und Städte

Übersichtskarte der montenegrinischen Gemeinden

Montenegro ist in 25 Gemeinden (opštine, Sg. opština) gegliedert, wobei Nikšić nach Fläche und Podgorica nach Bevölkerung die größten sind.
Im Jahr 2023 lebten 69 Prozent der Einwohner Montenegros in Städten. Die größten Städte des Landes sind:
- Podgorica – Hauptstadt; 191.637 Einwohner (2021)
- Nikšić – 68.172 Einwohner (2021)
- Bar – 44.052 Einwohner (2021)

## Bevölkerung

### Demografie

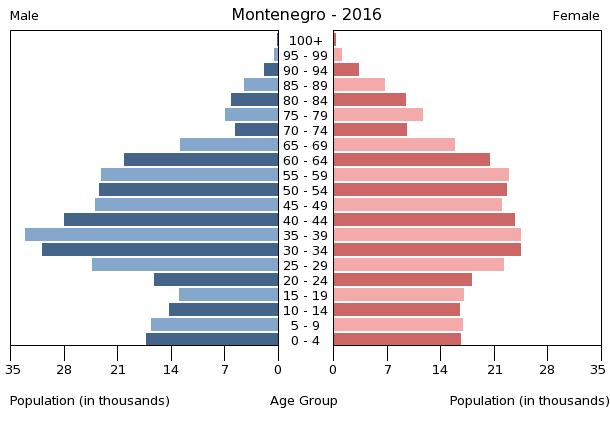
Bevölkerungspyramide Montenegros 2016

Montenegro hatte 2023 616.000 Einwohner. Die Einwohnerzahl sank um 0,2 %. Zum Bevölkerungsrückgang trug ein Sterbeüberschuss (Geburtenziffer: 11,4 pro 1000 Einwohner vs. Sterbeziffer: 11,5 pro 1000 Einwohner) bei. Die Anzahl der Geburten pro Frau lag 2022 statistisch bei 1,8, die der Region Europa und Zentralasien betrug 1,7. Die Lebenserwartung der Einwohner Montenegros ab der Geburt lag 2022 bei 76,2 Jahren. Der Median des Alters der Bevölkerung lag im Jahr 2021 bei 38,2 Jahren. Im Jahr 2023 waren 17,9 Prozent der Bevölkerung unter 15 Jahre, während der Anteil der über 64-Jährigen 16,9 Prozent der Bevölkerung betrug.
| Jahr | Einwohnerzahl |
| ---- | ------------- |
| 1950 | 395.000       |
| 1960 | 487.000       |
| 1970 | 520.000       |
| 1980 | 581.000       |
| 1990 | 615.000       |
| 2000 | 614.000       |
| 2010 | 624.000       |
| 2020 | 621.000       |

### Bevölkerungsstruktur

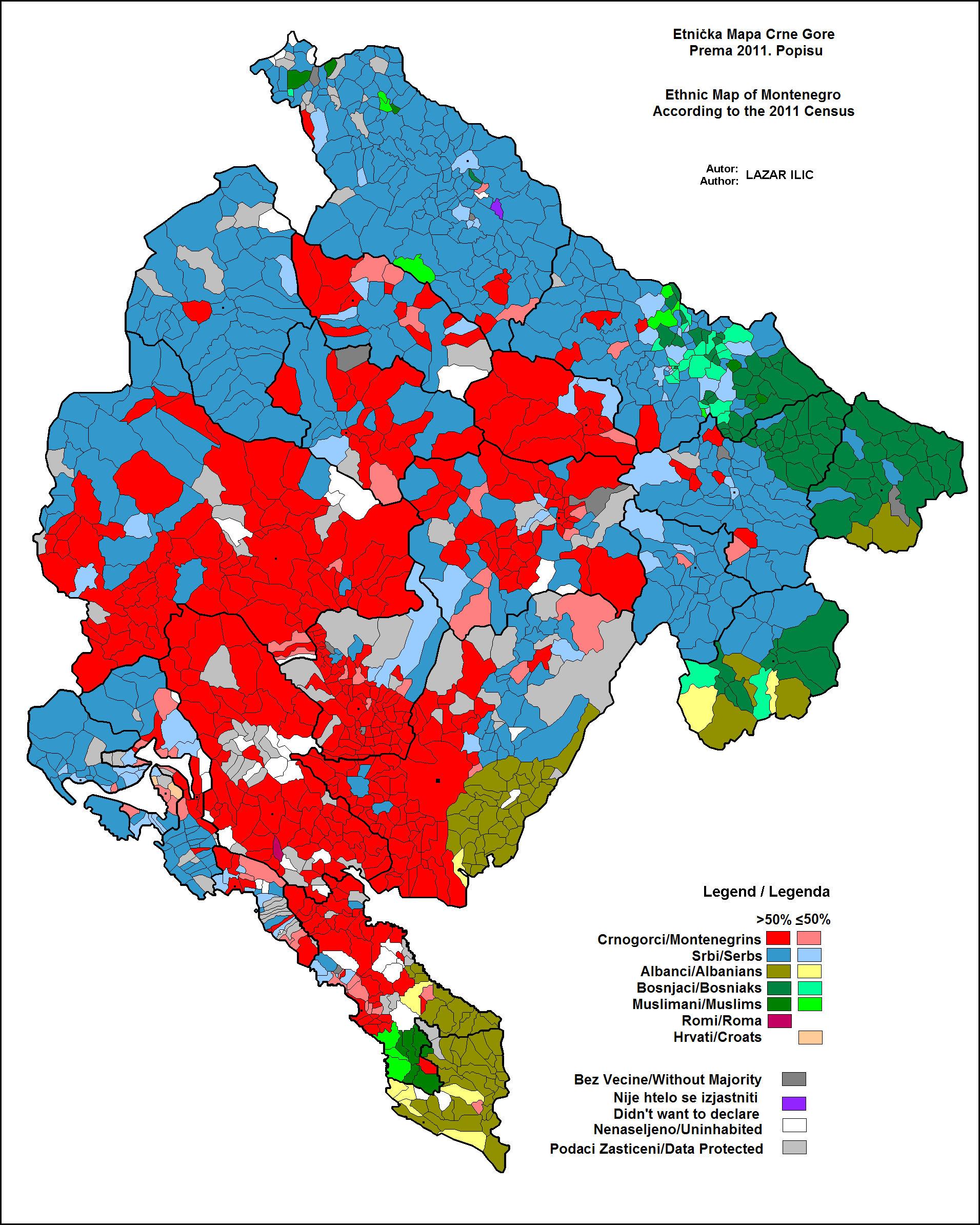
Verteilung der Ethnien nach Gemeinden 2011

Die Bevölkerung Montenegros ist wie die vieler Staaten Südosteuropas multiethnisch. Bei der Volkszählung 2011 bezeichneten sich 278.865 Personen oder 44,98 % der Bevölkerung als Montenegriner, 178.110 oder 28,73 % als Serben, 53.605 oder 8,65 % als Bosniaken, 30.439 oder 4,91 % als Albaner, 20.537 oder 3,31 % als Slawische Muslime (im ethnischen Sinn), 6251 oder 1,01 % als Roma, 6021 oder 0,97 % als Kroaten und 47.513 oder 7,68 % gaben eine andere oder keine Nationalität an bzw. gar keine Daten an.
Die Serben leben in Gebieten im Norden Montenegros an der Grenze zu Serbien sowie an der Grenze zu Bosnien und Herzegowina. In der Küstenstadt Herceg Novi stellen sie die Bevölkerungsmehrheit. Die Bosniaken und die slawischen Muslime leben vor allem im Nordosten, um Plav und Rožaje im Dreiländereck von Serbien, dem Kosovo und Albanien. Eine weitere Minderheit bilden die Albaner, die vor allem in den Gebieten längs der Grenze zu Albanien und zum Kosovo leben. In den Gemeinden Ulcinj und Tuzi stellen sie die Bevölkerungsmehrheit.
Des Weiteren leben in Montenegro Heimatvertriebene, die in der Volkszählung nicht berücksichtigt sind, weil sie den Flüchtlingsstatus haben. Dabei handelt es sich um 6.926 meist serbische Flüchtlinge aus Bosnien und Herzegowina und 16.137 Flüchtlinge aus dem Kosovo (meist Roma und Serben).

### Sprachen
Die Amtssprachen Montenegros sind laut der Verfassung vom 19. Oktober 2007 Montenegrinisch, Serbisch, Bosnisch, Albanisch und Kroatisch. Artikel 11 des am 11. Mai 2006 verabschiedeten Minderheitengesetzes erlaubt dagegen die Verwendung von Minderheitensprachen als Amtssprachen nur in Gemeinden, in denen die betreffende Minderheit die Bevölkerungsmehrheit oder einen bedeutenden Teil der Bevölkerung stellt, was den montenegrinischen Behörden einen gewissen Spielraum bietet. Das 2002 beschlossene Minderheitengesetz des Staatenbundes Serbien und Montenegro schrieb dagegen vor, dass der Anteil einer Minderheit an der Gesamtbevölkerung einer Gemeinde mindestens 15 Prozent nach der letzten Volkszählung betragen müsse, um ihre Sprache als Amtssprache auf Gemeindeebene anzuerkennen.
Sowohl das lateinische als auch das kyrillische Alphabet sind in Gebrauch. Besonders in den touristischen Küstenregionen wird die kyrillische zunehmend von der lateinischen Schrift abgelöst.
Hinsichtlich des Namens der Sprache gibt es ebenso wie hinsichtlich der Nationalitätenbezeichnung unterschiedliche Meinungen unter der Bevölkerung. In der Volkszählung von 2011 gaben 42,9 Prozent der Bevölkerung Serbisch und 37 Prozent Montenegrinisch als ihre Muttersprache an. Bosnisch und Albanisch machten als Muttersprache je 5,3 Prozent aus.
Gemäß einer Umfrage von 2014, an der 1001 Menschen beteiligt waren, nannten die Befragten die von ihnen gesprochene Sprache wie folgt:
- 41,1 % Montenegrinisch
- 39,1 % Serbisch
- 11,5 % Montenegrinisch und Serbisch (selbe Sprache, egal wie sie genannt wird)
- 3,7 % Bosnisch
- 3,5 % Serbokroatisch
- 1,1 % Kroatisch[33]

### Religionen

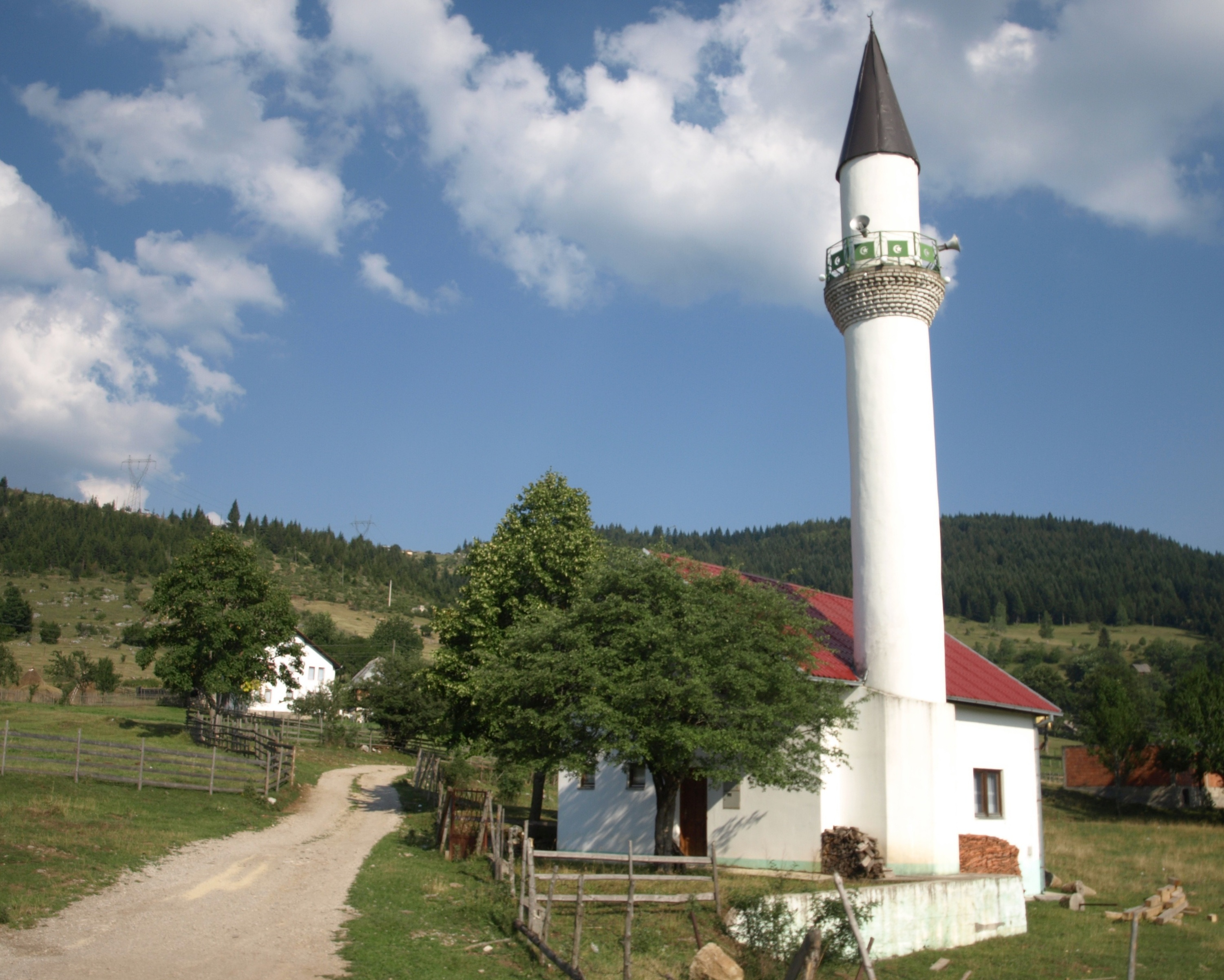
Moschee in Dacići oberhalb von Rožaje

72 Prozent der Einwohner Montenegros gehören der serbisch-orthodoxen Kirche an (→ Liste der Bischöfe von Montenegro). Daneben existiert noch die 1993 gegründete ökumenische und von der orthodoxen Kirche kanonisch nicht anerkannte autokephale Kirche Montenegros. Neben den orthodoxen Gläubigen gibt es eine rund 16 Prozent der Bevölkerung umfassende muslimisch-sunnitische Minderheit und vor allem in den Küstenstädten einige Tausend Katholiken, vorwiegend Kroaten und Albaner. Die Angehörigen verschiedener protestantischer Gemeinschaften zählen jeweils weniger als 1000 Mitglieder. Seit Anfang 2012 gilt das Judentum als vierte offizielle Religion des Landes. Es gibt eine jüdische Gemeinde mit etwa zweihundert Mitgliedern.

### Gesundheit
Die Gesundheitsausgaben des Landes betrugen im Jahr 2021 10,6 % des Bruttoinlandsprodukts. Im Jahr 2018 praktizierten in Montenegro 27,4 Ärztinnen und Ärzte je 10.000 Einwohner. Die Sterblichkeit bei unter 5-jährigen betrug 2022 2,7 pro 1000 Lebendgeburten. Die Lebenserwartung der Einwohner Montenegros ab der Geburt lag 2022 bei 76,2 Jahren (Frauen: 78,8, Männer: 73,7). Die Lebenserwartung stieg von 73,8 Jahren im Jahr 2000 bis 2022 um 3 %.

## Geschichte

Die Grenzverhältnisse auf dem Balkan 1912 vor Ausbruch der Balkankriege

### Als Fürstentum und Königreich
Im Hoch- und Spätmittelalter war das Gebiet Teil des Fürstentums Zeta. 1296 ist in einer Charta des serbischen Königs Milutin erstmals der Name Црна Гора Crna Gora ‚Schwarzes Gebirge‘ erwähnt, der in den Reisetagebüchern des Venezianers Marin Sanudo 1496 als Montenegro und 1498 als Montagna negra übersetzt ist. Vom Ende des 15. Jahrhunderts an residierten in Cetinje die Fürsten aus der Familie Crnojević. Ab 1516 regierten Fürstbischöfe (Vladika) das Fürstbistum Montenegro. Bis zur Mitte des 19. Jahrhunderts waren sie sowohl das geistliche als auch das weltliche Oberhaupt der Montenegriner. Große Teile des heutigen Montenegro gehörten bis 1878 zumindest formal zum Osmanischen Reich. Mit den Beschlüssen des Berliner Kongresses entstand das international anerkannte unabhängige Fürstentum Montenegro, das 1910 zum Königreich Montenegro aufgewertet wurde. Der seit 1860 als Fürst regierende König Nikola stand bei Beginn des Ersten Weltkriegs im Sommer 1914 auf Seiten Serbiens und damit der Entente. Im Januar 1916 eroberte Österreich-Ungarn in einem kurzen Feldzug Montenegro, worauf eine zweijährige Besetzungszeit folgte.

### Gliedstaat Jugoslawiens

Flagge der Sozialistischen Republik Montenegro (1946–1993)

Als die Mittelmächte im Herbst 1918 zusammenbrachen und der Erste Weltkrieg endete, wurde der König durch Beschluss der Nationalversammlung im November 1918 gestürzt und Montenegro in das neu entstandene Königreich Jugoslawien eingegliedert, zunächst als Provinz Montenegro, ab 1929 als Teil der Banschaft Zeta. Im Zweiten Weltkrieg wurde Montenegro nach der militärischen Zerschlagung Jugoslawiens durch deutsche Truppen ab 1941 als italienischer Marionettenstaat Unabhängiger Staat Montenegro wiedererrichtet. Die Italiener schlugen im Jahr 1941 einen montenegrinischen Aufstand nieder. Nach dem Zweiten Weltkrieg wurde Montenegro eine der sechs Teilrepubliken der Sozialistischen Föderativen Republik Jugoslawien.
Eingeschlossen war dabei auch das Gebiet um die Bucht von Kotor (diese war von Österreich-Ungarn bis 1918 als Kriegshafen genutzt gewesen), nicht aber das ab 1913 kurzzeitig zu Montenegro gehörende Gebiet um die Stadt Peć im Kosovo.
Die Verfassung Jugoslawiens, zu dem Montenegro damals gehörte, von 1946 garantierte erstmals die volle rechtliche, wirtschaftliche und gesellschaftliche Gleichberechtigung der Geschlechter, auch das Frauenwahlrecht.

### Weg zur Unabhängigkeit

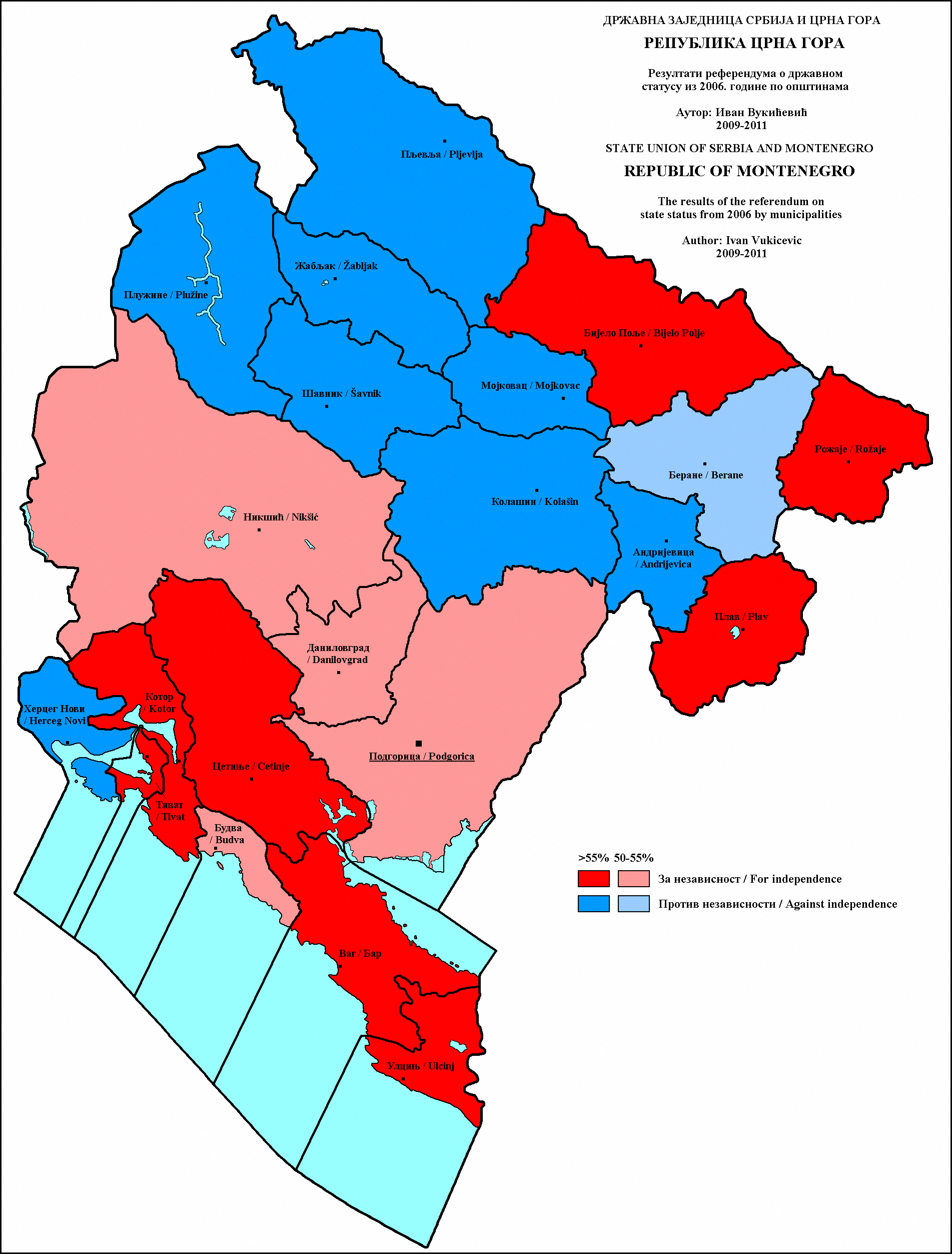
Mehrheit auf Gemeindeebene Referendum 2006:
Ja (>55 % #FF0100, 50-55 % #FF9897),
Nein (>55 % #0197FE, 50-55 % #9BC9FF)

Das im Jahr 1992 nach dem Austritt Kroatiens und Sloweniens aus dem Staatsverbund abgehaltene Referendum über den zukünftigen Status Montenegros entschied über den Verbleib Montenegros in der Bundesrepublik Jugoslawien. Dabei sprachen sich 95,65 % oder 266.273 Wähler für einen Verbleib in Jugoslawien und 3,14 % oder 8.755 Wähler für eine Loslösung aus. Die Wahlbeteiligung lag bei 66,04 % oder 278.382 von insgesamt 421.529 Wahlberechtigten.
Nach den Jugoslawienkriegen in den 1990er Jahren wuchsen die Differenzen zwischen Montenegro und Serbien, weil die Bevölkerung Montenegros die Isolation und die Last des Krieges nicht mehr mittragen wollte. Die Regierung des seit Anfang der 1990er Jahre regierenden Premiers Đukanović strebte eine Ablösung von Serbien an. Nur auf Druck der Europäischen Union sah Montenegro 2002 noch einmal von der Sezession ab und einigte sich mit Serbien auf die Gründung eines losen Verbundes zweier eigenständiger Staaten namens Serbien und Montenegro.
Mit Bezug auf die Jugoslawienkriege entschuldigte sich der damalige montenegrinische Präsident Milo Đukanović mehrmals für die Teilnahme montenegrinischer Soldaten am Kroatienkrieg. Im Jahr 2005 wurden erste Zahlungen als Entschädigung für Plünderungen und Verwüstungen in Kroatien vereinbart (siehe auch: Internationale Konflikte der Nachfolgestaaten Jugoslawiens).
Am 21. Mai 2006 wurde schließlich eine Volksabstimmung über die Unabhängigkeit des Staates Montenegro abgehalten, auf die sich die Regierung und die Opposition nach längerem Streit geeinigt hatten. Zuletzt nahmen beide den Vorschlag der EU an, der eine 55-Prozent-Mehrheit der Wahlbeteiligten bei einer Wahlbeteiligung von mindestens 50 Prozent für eine Unabhängigkeit erforderlich machte. Bei einer Wahlbeteiligung von 86,39 % oder 419.240 von insgesamt 485.280 im Jahr 2006 eingetragenen Wahlberechtigten wurde die notwendige 55-Prozent-Mehrheit mit einem Ergebnis von 55,49 % (230.661) knapp überschritten. 44,51 % oder 185.002 votierten mit Nein und waren für den Verbleib Montenegros an der Seite von Serbien in der Staatenunion Serbien und Montenegro.
Wahlbeobachter der OSZE bezeichneten die gesetzlichen Rahmenbedingungen für den Ablauf des Referendums als „weitgehend übereinstimmend mit internationalen Standards für Wahlvorgänge“. Die Opposition bemängelte jedoch, dass das Wahlrecht mit dem Hauptwohnsitz des potenziellen Wählers verknüpft war, wodurch etwa 250.000 Montenegriner mit ständigem Wohnsitz in Serbien vom Referendum ausgeschlossen waren, bei insgesamt lediglich 484.718 registrierten Wählern.
Kroatien und die Vereinten Nationen gratulierten Montenegro bereits am Tag nach der Volksabstimmung zur Unabhängigkeit. Am 3. Juni 2006 wurde diese durch die Unabhängigkeitserklärung des montenegrinischen Parlaments vollzogen. Am 15. Juni 2006 erkannte die Republik Serbien, als Rechtsnachfolgestaat Serbien und Montenegros, Montenegro als unabhängigen Staat an; bereits am 5. Juni 2006 hatte sich Serbien selbst formal für unabhängig erklärt.

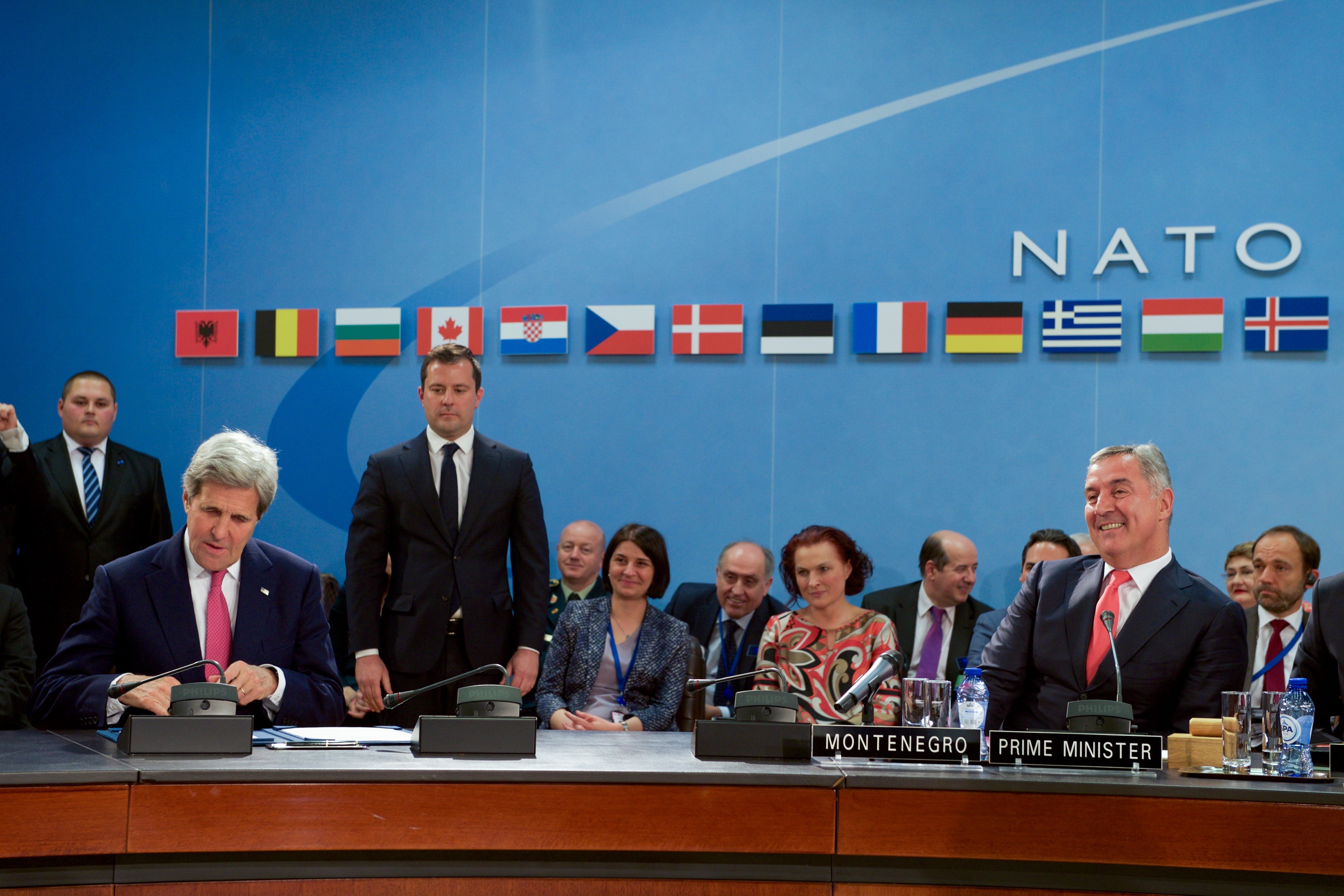
NATO-Osterweiterung

### Weg der euro-atlantischen Integration
Seit der Unabhängigkeit bemüht sich Montenegro um die Aufnahme in die Europäische Union. Als erster Schritt wurde dazu am 15. Oktober 2007 ein Stabilisierungs- und Assoziierungsabkommen (SAA) mit der EU unterzeichnet. Am 15. Dezember 2008 wurde offiziell die Bewerbung um eine EU-Mitgliedschaft durch den montenegrinischen Premierminister Milo Đukanović in Brüssel eingereicht.
Nachdem im November 2010 die Europäische Kommission die Voraussetzungen als erfüllt bestätigt hatte, beschlossen am 17. Dezember 2010 die europäischen Staats- und Regierungschefs, Montenegro den Kandidatenstatus zu verleihen. In ihrem jährlichen Fortschrittsbericht zu den Kandidatenländern vom 12. Oktober 2011 schlug die Europäische Kommission vor, Beitrittsverhandlungen mit Montenegro aufzunehmen. Für einen Beitritt zur Europäischen Union müsse Montenegro seine Reformen vorantreiben, die Pressefreiheit stärken und sich um bessere Zusammenarbeit in der Balkan-Region bemühen. Insbesondere der Status des Kosovo müsse einheitlich bewertet werden. Am 26. Juni 2012 wurde die Aufnahme konkreter Beitrittsverhandlungen durch den Europäischen Rat beschlossen, die drei Tage später offiziell aufgenommen wurden. Die Europäische Kommission hält (Stand Februar 2018) einen Beitritt bis 2025 für möglich.
Außerdem bemühte sich Montenegro um Aufnahme in die NATO. Im April 2008 beschlossen die Staats- und Regierungschefs der NATO-Mitgliedstaaten auf ihrem Gipfeltreffen in Bukarest Beitrittsverhandlungen mit Montenegro aufzunehmen. Am 3. Dezember 2009 erklärten die Außenminister der NATO-Mitgliedstaaten bei ihrem Treffen in Brüssel Montenegro offiziell zum Beitrittskandidaten; sie nannten dabei noch kein mögliches Beitrittsdatum. Die NATO erklärte auf ihrem Gipfeltreffen 2014 in Wales, spätestens Ende 2015 über einen Beitritt zu entscheiden. Am 2. Dezember 2015 lud die NATO Montenegro offiziell dazu ein, ihr beizutreten. Das Beitrittsprotokoll wurde am 19. April 2016 unterzeichnet; am 5. Juni 2017 wurde Montenegro der 29. Mitgliedsstaat der NATO. Noch am 16. Oktober 2016 war in Podgorica eine bewaffnete Gruppe von Serben und Russen in das Gebäude der Regierung eingedrungen; 2019 erhielten die Angreifer Haftstrafen bis zu 15 Jahren für diesen Putschversuch. Nach dem NATO-Beitritt von Albanien und Kroatien war Montenegro das einzige nicht NATO-gebundene Land an der Adria und deshalb für Russland strategisch wichtig.

## Politik

### Politisches System
Am 19. Oktober 2007 wurde erstmals seit 1905 wieder eine Verfassung für einen unabhängigen montenegrinischen Staat beschlossen und drei Tage darauf feierlich verkündet. Ihr Beschluss war einer der wichtigsten Punkte, die dem Balkanstaat von europäischer Seite für eine weiterführende Integration in die euro-atlantischen Strukturen auferlegt worden war. Sie regelt nicht nur den Gebrauch der Amtssprachen, sondern entflechtet auch die Probleme um die doppelte Staatsangehörigkeit der Bewohner zu Montenegro bzw. Serbien.
Am 6. April 2008 fand die erste Präsidentschaftswahl seit der Unabhängigkeit statt.

### Präsident und Premierminister

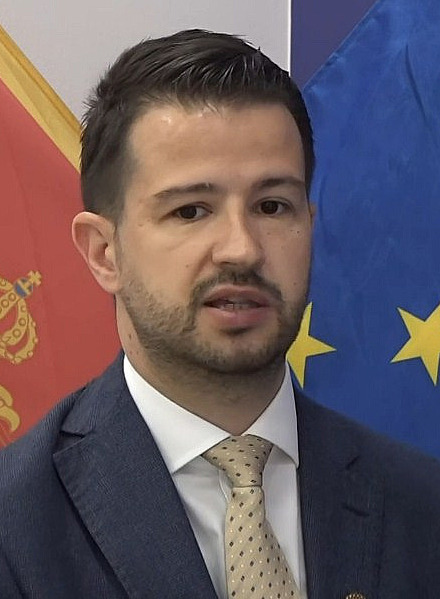
Präsident Jakov Milatović

Amtierender Präsident ist seit Mai 2023 Jakov Milatović (Amtssitz in Cetinje).
Nach langer politischer Instabilität und erfolglosen Versuchen, eine Regierung zu bilden, löste der ehemalige Präsident Milo Đukanović am 16. März 2023 das Parlament auf und setzte Neuwahlen an. Diese Vorgezogene Neuwahl fand am 11. Juni 2023 statt. Später konnte unter Führung des neuen Premierministers Milojko Spajić eine neue Regierung gebildet werden.

### Wahlen
Die Wahl 2020 hatte mit 76,64 % die höchste Wahlbeteiligung seit der Abspaltung von Serbien im Jahre 2006.
Das Wahlbündnis Za budućnost Crne Gore erhielt 32,55 % der Stimmen und damit 27 Sitze im Parlament, sechs mehr als zuvor. Die Demokratska Partija Socijalista Crne Gore des Präsidenten Đukanović errang mit
35,06 % zwar die meisten Stimmen, verlor dadurch jedoch sechs Parlamentsplätze. Es war dies das erste Mal, dass die noch amtierende Regierungskoalition die Mehrheit im Parlament verlor. Zwar gab Krivokapić den Sieg der Koalition bereits kurz nach Schließung der Wahllokale und noch vor der Veröffentlichung der finalen Wahlergebnisse bekannt, doch die Zusammensetzung der neuen Regierung stand erst am 4. Dezember fest.

### Politische Indizes
| Name des Index                     | Indexwert    | Weltweiter Rang | Interpretationshilfe | Jahr |
| ---------------------------------- | ------------ | --------------- | --- | ---- |
| Fragile States Index               | 56,9 von 120 | 118 von 179     | Stabilität des Landes: stabil 0 = sehr nachhaltig / 120 = sehr alarmierend Rang: 1 = fragilstes Land / 179 = stabilstes Land | 2024 |
| Demokratieindex                    | 6,73 von 10  | 50 von 167      | Unvollständige Demokratie 0 = autoritäres Regime / 10 = vollständige Demokratie                                              | 2024 |
| Freedom in the World Index         | 69 von 100   | —               | Freiheitsstatus: teilweise frei 0 = unfrei / 100 = frei                                                                      | 2024 |
| Rangliste der Pressefreiheit       | 73,2 von 100 | 40 von 180      | Zufriedenstellende Lage für die Pressefreiheit 100 = gute Lage / 0 = sehr ernste Lage                                        | 2024 |
| Korruptionswahrnehmungsindex (CPI) | 46 von 100   | 65 von 181      | 0 = sehr korrupt / 100 = sehr sauber                                                                                         | 2024 |

### Sicherheit
Militär
Die montenegrinischen Streitkräfte bestehen aus dem Heer, der Marine und der Luftwaffe. Die Montenegrinische Armee ist im Mai 2006 aus dem in Podgorica stationierten Armeekorps der gemeinsamen Serbisch-Montenegrinischen Armee hervorgegangen. Die gemeinsame Marine wurde von Montenegro übernommen, soll aber zu einer kleinen Küstenwache reduziert werden. Die Montenegrinische Armee verfügt über 61 T-55-Panzer, die aus Kostengründen stillgelegt wurden, und etwa 300 Artilleriegeschütze.
Polizei
Die Polizei Montenegros wurde mit dem Zerfall Jugoslawiens durch die montenegrinische Regierung zu einem paramilitärischen Ersatzheer ausgebaut. Die Zahl der Polizisten war noch im Frühjahr 1999 von 10.000 auf 15.000 Mann erhöht worden. Heute hat die von einer Polizeidirektion (Uprava policije) in Podgorica geleitete Zivilpolizei in Montenegro ca. 5200 Mitarbeiter.
Kriminalität
Montenegro galt seit den 1990er Jahren unter anderem als Zentrum des internationalen Zigarettenschmuggels. Die Opposition sieht in den Verwicklungen des ehemaligen Ministerpräsidenten Ðukanović in den Schmuggel einen Grund für dessen Unabhängigkeitskampagne.
Weiterhin bemängeln die Europäische Union und andere internationale Organisationen die erdrückende Korruption im zudem für das kleine Land unverhältnismäßig großen, seit den 1990er Jahren nicht restrukturierten Staatsapparat.

### Menschenrechte
Die organisierte Kriminalität stellt das größte Menschenrechtsproblem in Montenegro dar.
Als Montenegro der Status eines offiziellen EU-Beitrittskandidaten 2010 verliehen wurde, wies die Europäische Kommission darauf hin, es bestehe weiterhin die Notwendigkeit, das organisierte Verbrechen zu bekämpfen, die Situation der Vertriebenen zu verbessern und das Recht auf freie Meinungsäußerung zu gewährleisten. Amnesty International schätzte die Menschenrechtslage 2011 immer noch als problematisch ein: Journalisten und einige Nichtregierungsorganisationen (NGO) waren von Einschüchterungen betroffen. Angehörigen der Roma werden nach wie vor soziale und wirtschaftliche Rechte vorenthalten. Allerdings sei die strafrechtliche Verfolgung von Kriegsverbrechen im Gange.
Recht auf freie Meinungsäußerung
Journalisten und einige Nichtregierungsorganisationen waren und sind laut Amnesty International Drohungen und Einschüchterungsversuchen ausgesetzt. 2010 strengten Regierungsvertreter Verleumdungsklagen gegen Journalisten an, die zur Verurteilung derselben zu hohen Geldstrafen führten. In einigen Fällen lagen diese über der gesetzlichen Höchstgrenze von 14.000 Euro. Im Juni 2010 wurden Ergänzungen zum Gesetz über die Informationsfreiheit von der Regierung eingebracht. Diese schränken nach Ansicht von NGOs und Journalisten sowohl das Recht auf freie Meinungsäußerung als auch den Zugang zu Informationen ein.
Im Oktober 2010 lehnte es die Generalstaatsanwältin ab, die Menschenrechtsorganisation Human Rights Action über den Fortgang von 14 strafrechtlichen Verfahren zu informieren, nach denen die Organisation sich erkundigt hatte. Dazu zählten auch die Morddrohungen gegen Aleksandar Zekovic, einem Mitglied des Komitees zur Kontrolle der Polizei durch die Bürger.
Minderheitenschutz
Angehörigen der Roma werden soziale und wirtschaftliche Rechte vorenthalten. Da angemessene Unterkünfte fehlten, leben viele von ihnen unter prekären Bedingungen. Im Oktober 2010 kamen zwei Roma-Mädchen in einer provisorischen Siedlung auf einer Müllkippe bei Lovanja ums Leben, als ihr aus Dachpappe gebautes Haus Feuer fing.
Im Juli 2010 wurde ein Antidiskriminierungsgesetz verabschiedet, das unter anderem Klauseln zum Schutz von Homosexuellen, Bisexuellen und Transgender-Personen enthält. Das Gesetz war Ende 2010 noch nicht in Kraft getreten.

### Verkauf der Staatsbürgerschaft
Kritisiert wird jedoch der lasche Umgang bei der Vergabe der montenegrinischen Staatsbürgerschaft und der Ausstellung von Ausweisdokumenten an finanzstarke Personen ab 350.000 Euro. Zum Beispiel besitzt der ehemalige thailändische Premierminister Thaksin Shinawatra, der von den Justizbehörden Thailands per Haftbefehl gesucht wurde, einen Pass aus Montenegro.
Nach dem russischen Überfall auf die Ukraine 2022 wurden zwei Yachten des russisch-israelischen Milliardärs Roman Abramowitsch in Montenegro gesichtet. Das Land gilt als sicherer Hafen für Oligarchen.

## Wirtschaft
| Ausfuhr nach | Ausfuhr nach | Einfuhr von         | Einfuhr von  |
| ------------ | ------------ | ------------------- | ------------ |
| Serbien      | 133,5 Mio. € | Serbien             | 505,9 Mio. € |
| Kroatien     | 59,5 Mio. €  | Griechenland        | 149,8 Mio. € |
| Slowenien    | 36 Mio. €    | Volksrepublik China | 142,8 Mio. € |

Die Dienstleistungsbranche erwirtschaftete 2011 mit 88 % den mit Abstand größten Anteil am BIP (bzw. 73 % der Beschäftigten), gefolgt von der Industrie mit 11 % (bzw. 23 %) und dem Agrarsektor mit 1 % (bzw. 6 % der Beschäftigten).
Zu den wichtigsten Bodenschätzen zählen Bauxit (Hauptexportgut), Eisenerz und Braunkohle; in der Industrie gehören die Tabak-, Aluminium- und Salzverarbeitung zu den bedeutenden Produktionszweigen. In der Landwirtschaft werden vor allem Gemüse, Getreide, Kartoffeln, Tabak, Wein, Zitrusfrüchte, Oliven und Feigen angebaut.
Das Land führt eine Wertpapierbörse mit dem Namen Montenegro Stock Exchange.

Im Global Competitiveness Index, der die Wettbewerbsfähigkeit eines Landes misst, belegt Montenegro Platz 77 von 137 Ländern (Stand 2017–2018). Der Index für wirtschaftliche Freiheit 2024 des Landes war der 83 höchste von 176 Ländern. 

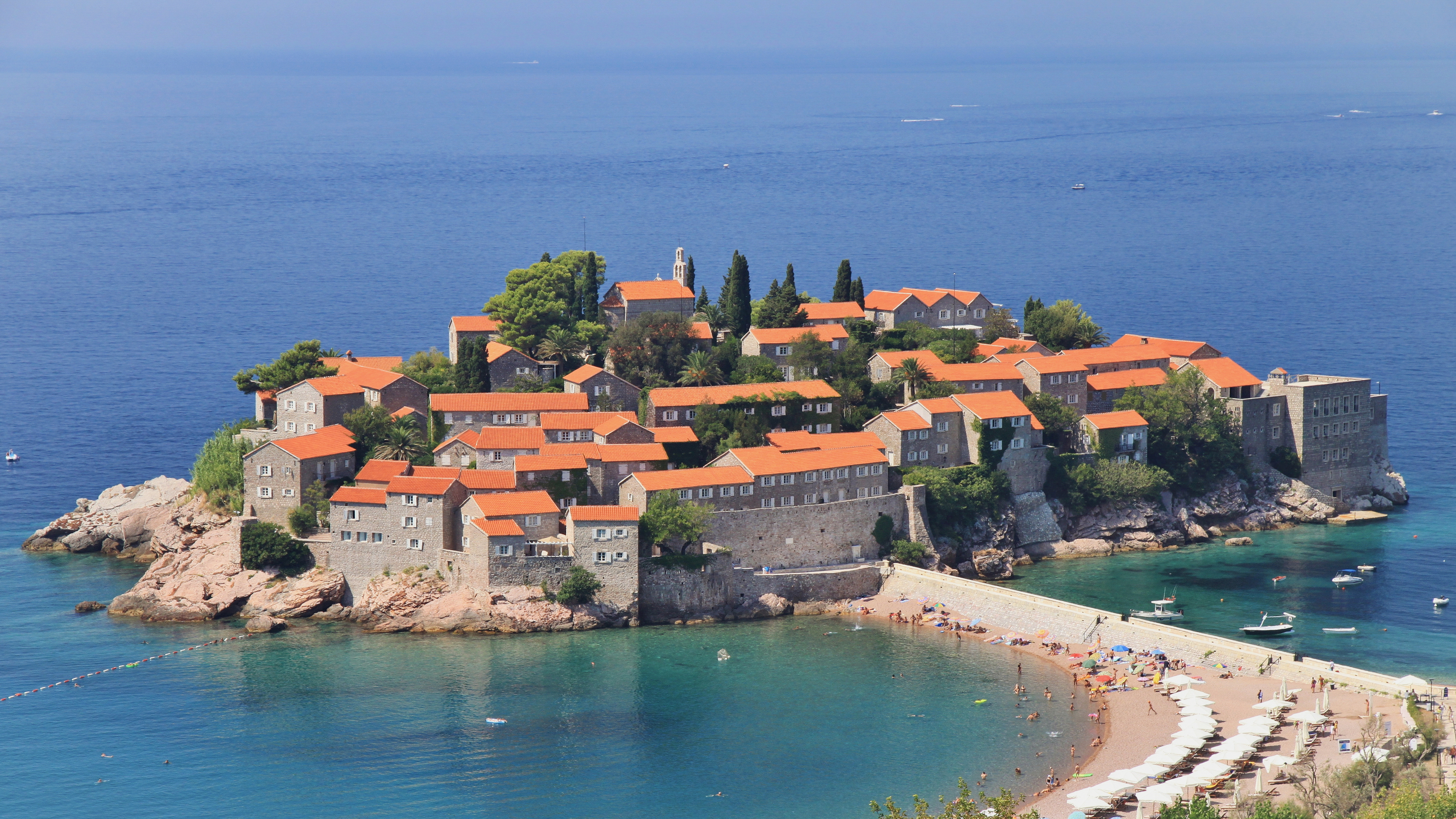
Die Hotelinsel Sveti Stefan

### Währung
Im Jahr 1999 wurde als Währung die Deutsche Mark eingeführt. Im Zuge der Umstellung der Deutschen Mark auf den Euro wird seit 2002 als Landeswährung der Euro verwendet. Da das Land nicht an der Europäischen Währungsunion teilnimmt, hat es nicht das Recht, eigene Euromünzen zu prägen.
Ende 2005 wurden erstmals seit 1913 wieder eigene Briefmarken herausgegeben.

### Tourismus

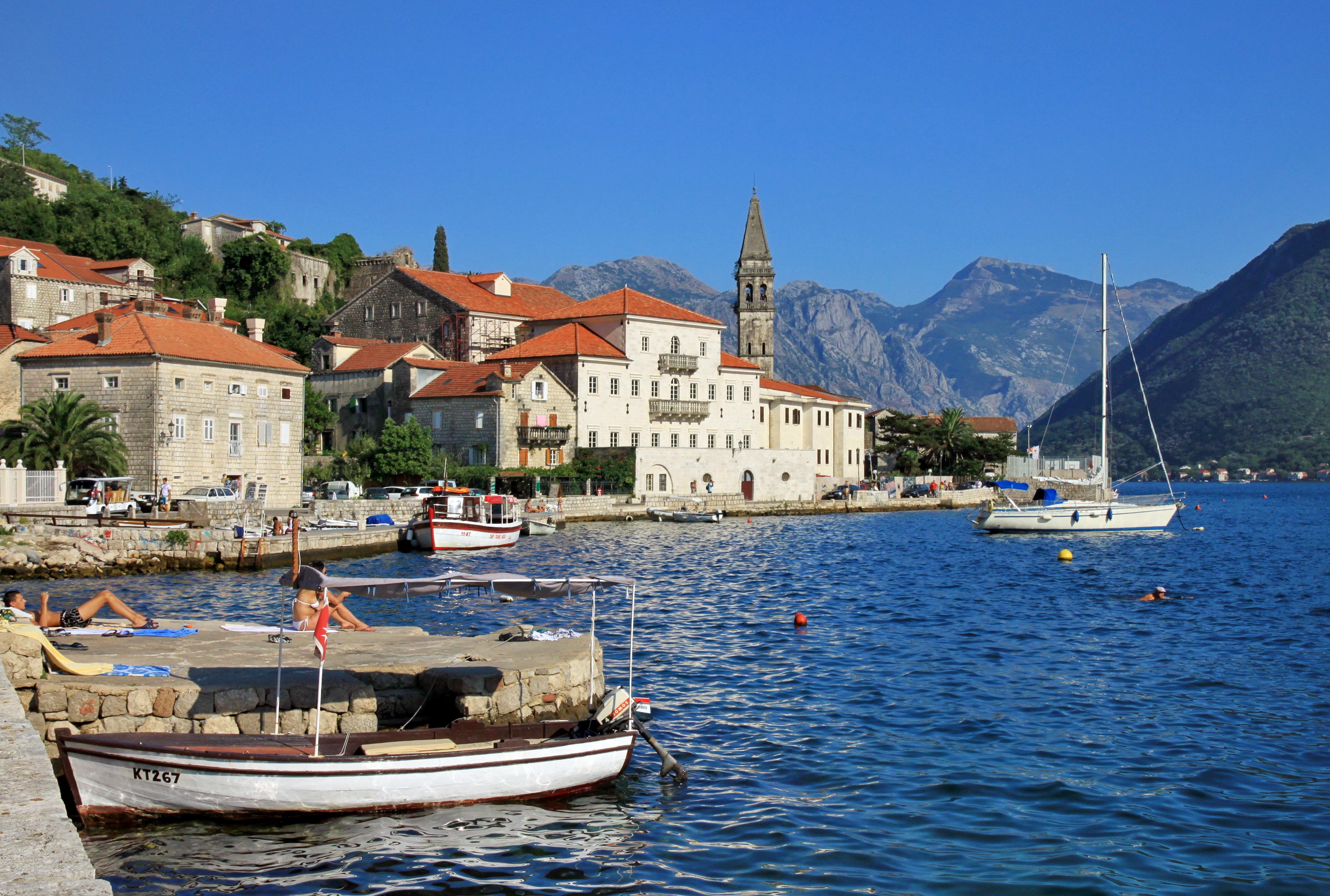
Bucht von Kotor

Der Tourismus spielt in Montenegro eine entscheidende Rolle. 21 % des Bruttoinlandsproduktes werden durch ihn erwirtschaftet. Montenegro ist laut World Travel & Tourism Council (WTTC) weltweit seit Jahren unter den drei wachstumsstärksten Reiseländern.

### Staatshaushalt
Die Staatsverschuldung betrug 2009 ca. 1,66 Milliarden US-Dollar oder 36 Prozent des Bruttoinlandsprodukts. Der Staatshaushalt umfasste 2016 Ausgaben von umgerechnet 1,63 Mrd. US-Dollar, dem standen Einnahmen von umgerechnet 1,56 Mrd. US-Dollar gegenüber. Daraus ergibt sich ein Haushaltsdefizit in Höhe von 1,7 % des BIP.
Die Staatsverschuldung betrug 2016 bereits 71,3 % des BIP.

## Infrastruktur

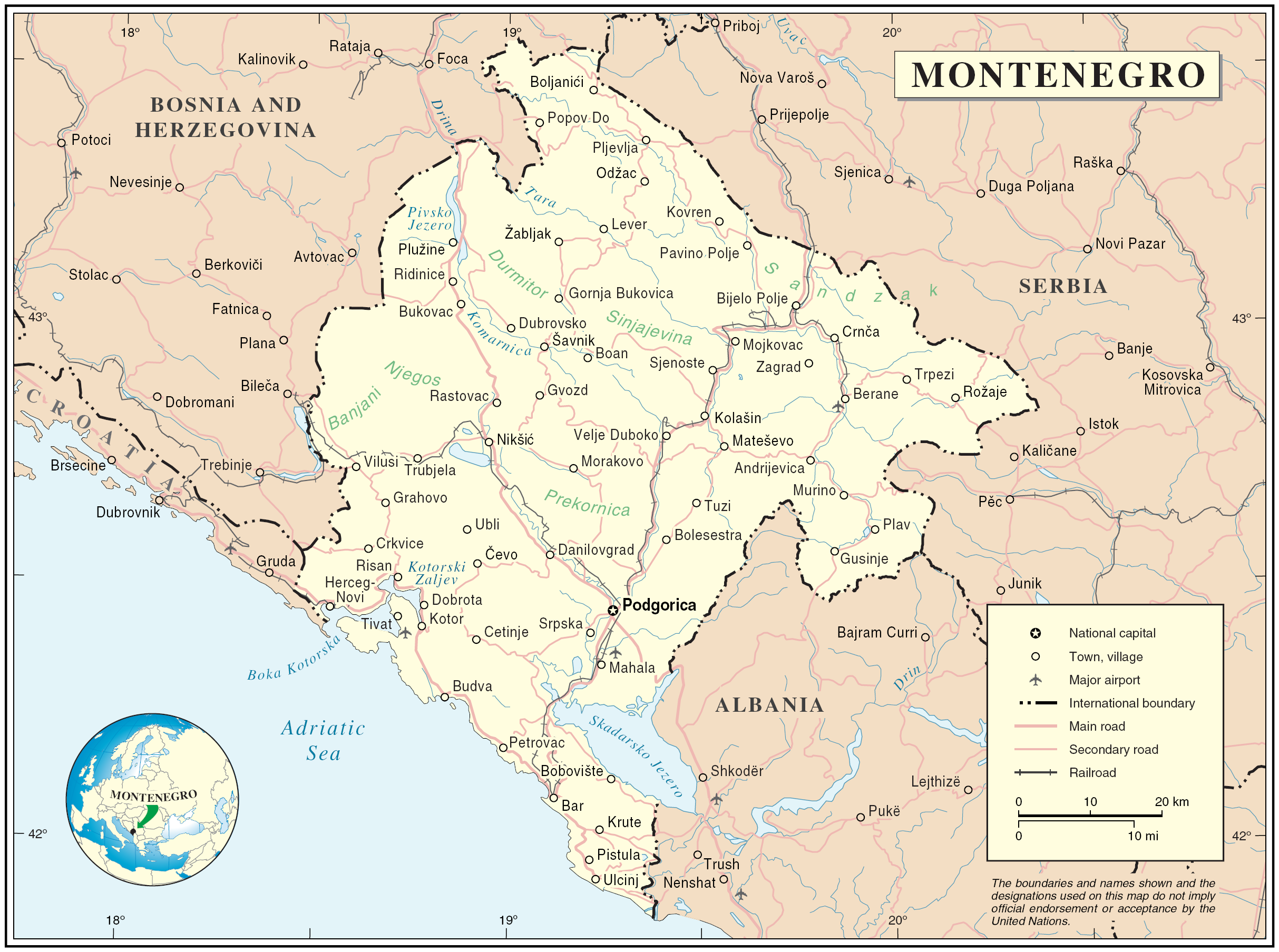
Verkehrsnetz Montenegros

### Eisenbahn

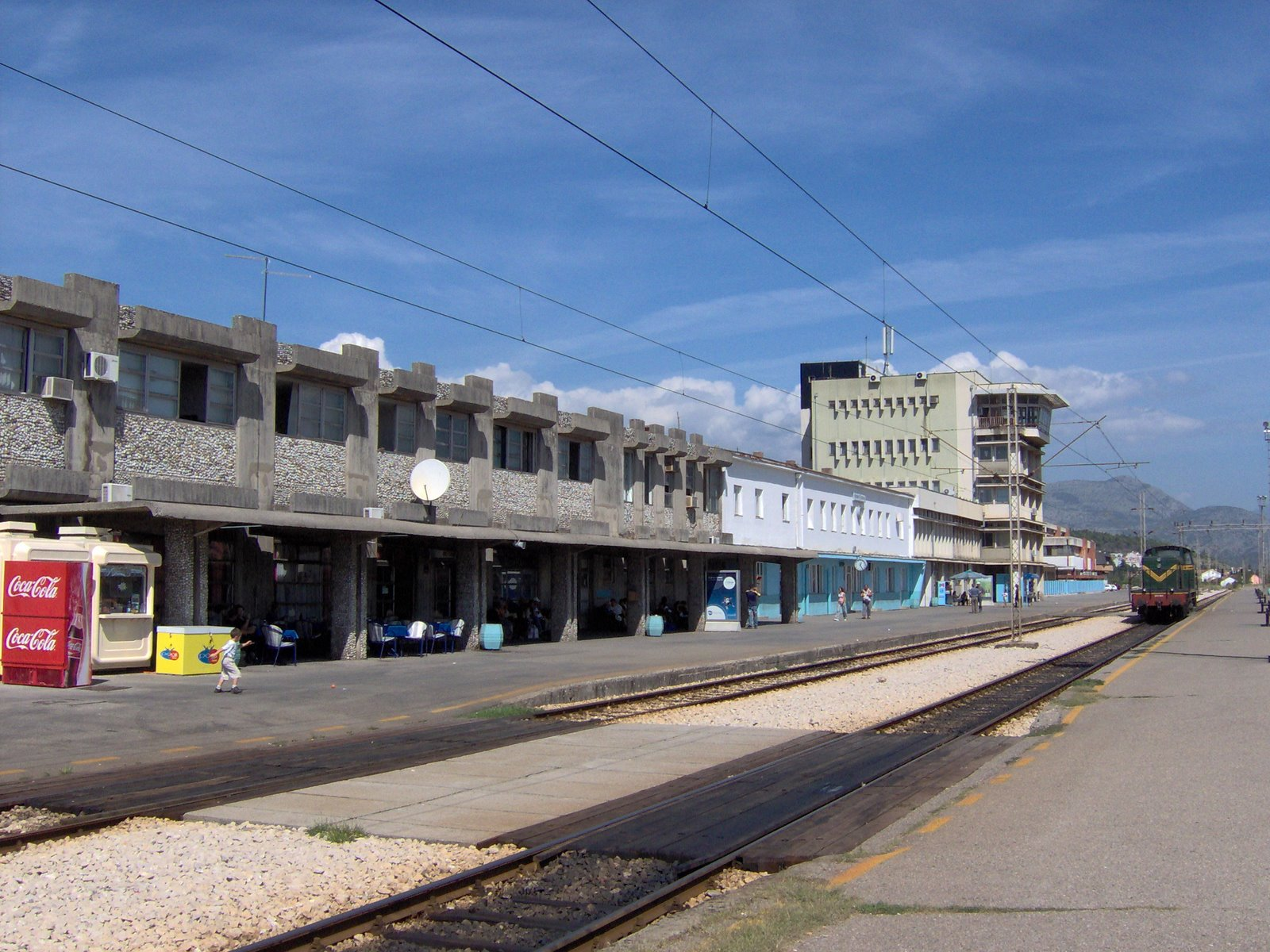
Bahnhof Podgorica

Durch Montenegro verläuft von Norden über Podgorica bis zum wichtigsten montenegrinischen Hafen Bar die für den Balkan wichtige Bahnstrecke Belgrad–Bar. Es handelt sich um eine überwiegend eingleisige Strecke, die durchgehend elektrifiziert ist. Sie wurde erst im Jahre 1976 vollständig in Betrieb genommen und ist heute die Magistrale im montenegrinischen Eisenbahnnetz.
Außerdem führen zwei weitere Strecken von Podgorica aus zum einen nach Nikšić, zum anderen über Tuzi und Shkodra nach Tirana (Albanien). Letztere wird nur im Güterverkehr bedient.

### Flugverkehr
Im Land existieren zwei internationale Flughäfen, der Flughafen Podgorica und der Flughafen Tivat.
Air Montenegro ist die einzige in Montenegro beheimatete Linienfluggesellschaft. Sie wurde 2021 als Nachfolgegesellschaft der Ende 2020 liquidierten Montenegro Airlines gegründet.

### Schiffsverkehr
Das Land hat in Bar einen bedeutenden Seehafen. Von hier verkehren mehrmals wöchentlich Fähren nach Bari und Ancona in Italien.
Um die Fahrtzeit um die Bucht von Kotor zu verkürzen, gibt es zwischen den Ortschaften Kamenari und Lepetane eine mehrmals täglich verkehrende Fährverbindung.

### Straßenverkehr

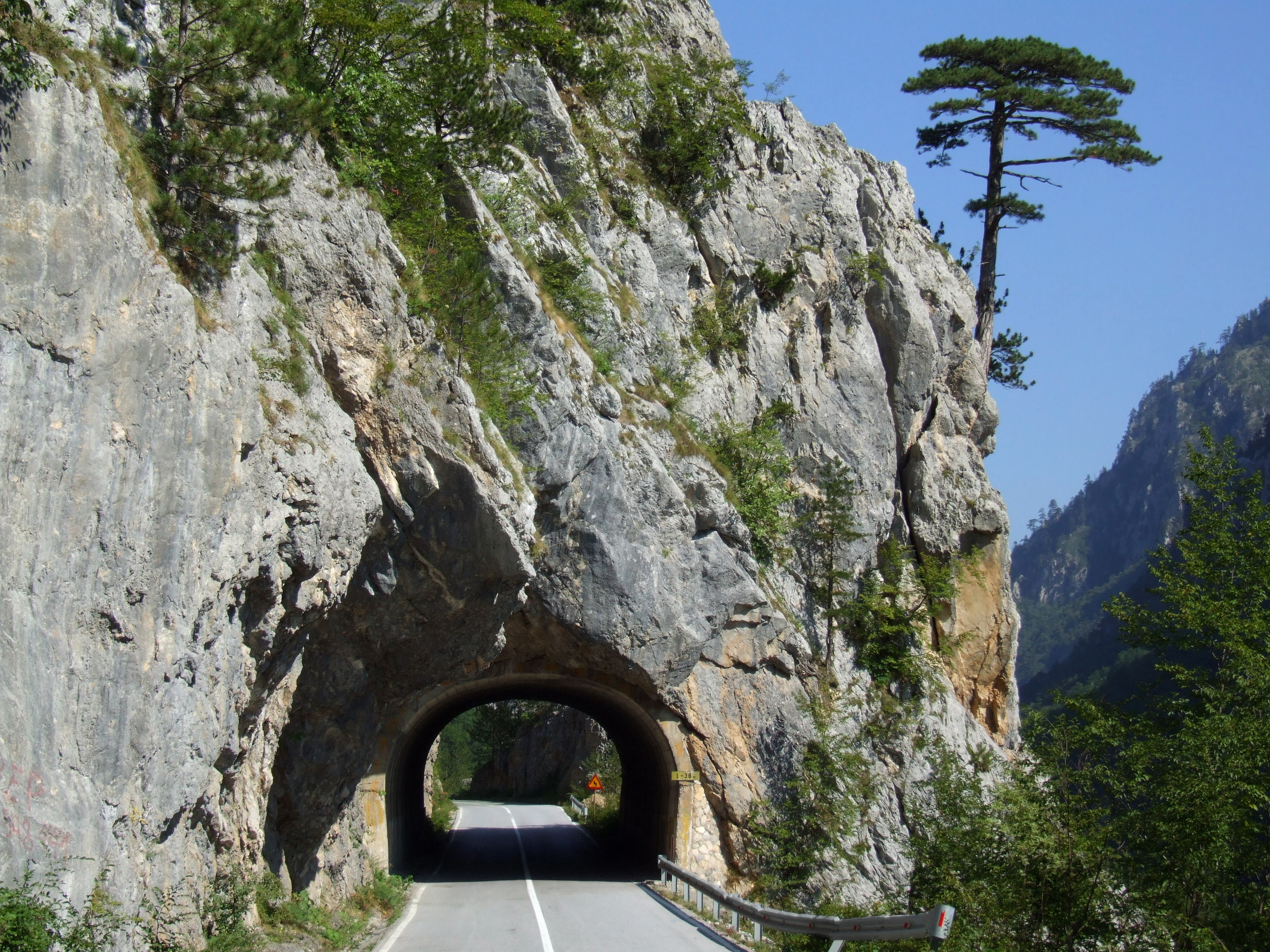
Ein Straßentunnel in der Nähe der Taraschlucht

2005 wurde mit dem 4,1 Kilometer langen Sozina-Straßentunnel (mautpflichtig) eine wichtige Verbindung zwischen Podgorica und Sutomore (der südlichen Küstenregion zwischen Budva und Bar) geschaffen, womit die Fahrzeit um etwa eine halbe Stunde reduziert wurde. Denn durch Stauungen kann die Anfahrt über die Küstenstraße sehr zeitintensiv sein. Von einer ähnlichen Situation kann auch der Flughafen Tivat dank dem Vrmac-Tunnel profitieren. Diese zwei Projekte kommen vor allem dem Tourismus zugute, verbessern aber auch die Anbindung des Küstengebietes an die Hauptstadt Podgorica. Außerdem ist mit der Verige-Brücke eine Überquerung der Bucht von Kotor geplant.
Das Land verfügt nur über einen 40 Kilometer langen Autobahnabschnitt. Es befinden sich aber drei Strecken in der Planungs- oder Bauphase: Die Autobahn Bar–Boljare als Verbindung mit Serbien, die Autobahn Grahovo–Božaj als montenegrinischer Teil der Adriatisch-Ionischen Autobahn und die Autobahn Andrijevica–Čakor als Verbindung zum Kosovo. Außerdem sollen zwei Schnellstraßen-Verbindungen, die Schnellstraße Herceg Novi–Ulcinj und die Schnellstraße Plužine–Podgorica, verwirklicht werden.
Vom 15. Juli 2008 bis 31. Dezember 2011 war es nötig, die so genannte Umweltgebühr Eko Naknada in Form einer Vignette zu entrichten. Diese Vignette für diese De-facto-Maut war zwölf Monate ab dem Kaufdatum gültig und kostete beispielsweise für einen PKW 10 Euro.
Im Juli 2022 wurde ein rund 40 Kilometer langer Autobahnabschnitt der Autobahn Bar–Boljare eröffnet.

## Kultur

Petar Petrović-Njegoš

Als größter Dichter Montenegros wird immer wieder Fürst Petar II. Petrović-Njegoš genannt. Dieser wird mit einem Mausoleum auf dem Berg Lovćen bis heute hoch verehrt.

### Medien
Der Montenegrinische Rundfunk Radio i Televizija Crne Gore ist öffentlich-rechtlich organisiert und sitzt in Podgorica. Die Gesellschaft besteht aus den Teilen Radio Crne Gore, RCG und Televizija Crne Gore, TVCG. Es werden jeweils zwei Fernseh- und Hörfunkprogramme produziert.
Drohungen und Anschläge auf Journalisten der wenigen unabhängigen Medien des Landes sind laut Reporter ohne Grenzen häufig. Besonders die Journalisten, die zu Korruption, illegalen Privatisierungen, organisierter Kriminalität und deren Verbindungen zur Politik, Drogen- und Waffenhandel und damit verbundenen Themen wie Umweltschutz recherchieren, werden Ziel von Anfeindungen. Die meisten dieser Angriffe, darunter Schüsse, Brand- und Bombenanschläge auf Redaktionsräume, Autos und Wohnhäuser, blieben unaufgeklärt. Die Politiker der fast drei Jahrzehnte regierenden Demokratischen Partei der Sozialisten verunglimpfen unbequeme Journalisten als „Volksverräter“ oder „Faschisten“. Die DPS versucht laut Reporter ohne Grenzen, das öffentliche montenegrinische Fernsehen RTCG unter ihre Kontrolle zu bringen. Anfang 2019 wurde der renommierte Investigativjournalist Jovo Martinovic wegen seiner Recherchen zum illegalen Waffenhandel zu 18 Monaten Haft verurteilt. 2004 wurde der Gründer und Chefredakteur der Zeitung Dan, Dusko Jovanovic, in Podgorica auf offener Straße erschossen. Bis heute ist der Mord an Dusko Jovanovic nicht aufgeklärt. Die Nichtregierungsorganisation Reporter ohne Grenzen sieht in Montenegro erkennbare Probleme für die Pressefreiheit.
Im Jahr 2022 nutzten 88,2 Prozent der Einwohner Montenegros das Internet.

### Sport
Am 25. Januar 2007 wurde Montenegro als 53. Mitglied in den europäischen Fußballverband UEFA und am 31. Mai 2007 in die FIFA aufgenommen. Die Aufnahme in die Europäische Handballföderation erfolgte am 7. August 2006.
Hohes Ansehen genießt in Montenegro die Sportart Wasserball, die vornehmlich in kleinen Küstenorten gespielt wird. Bei ihrer ersten Teilnahme an einer Europameisterschaft gewann die Nationalmannschaft in Málaga am 13. Juli 2008 nach Verlängerung mit 6:5 gegen Serbien den Titel.
Die Frauen-Handballnationalmannschaft holte am 16. Dezember 2012 bei der Europameisterschaft in Serbien ebenfalls den Titel. Im Finale bezwangen sie die jahrelang übermächtigen Norwegerinnen in der Verlängerung mit 34:31. Im selben Jahr gewann sie Silber bei den Olympischen Sommerspielen in London – die erste olympische Medaille, die Montenegro errang.
Seit vielen Jahren findet die Montenegrorundfahrt mit Teilnehmern aus vielen Ländern und dem montenegrinischen Team Profiline statt.
Dieses Radrennen „Putevima Kralja Nikole“ bzw. „Paths of King Nikola“ ist das größte nationale Radsportereignis.
Special Olympics Montenegro wurde 2007 gegründet und nahm mehrmals an Special Olympics Weltspielen teil.

### Feiertage
| Datum      | Bezeichnung                | Anmerkung                                                 |
| ---------- | -------------------------- | --------------------------------------------------------- |
| 1. Januar  | Neujahr                    | Neujahr nach dem Gregorianischen Kalender                 |
| 6. Januar  | Orthodoxes Weihnachten     | Weihnachten (24. Dezember) nach dem Julianischen Kalender |
| 7. Januar  | Orthodoxer Christtag       | Christtag (25. Dezember) nach dem Julianischen Kalender   |
| 14. Januar | Orthodoxes Neujahr         | Neujahr nach dem Julianischen Kalender                    |
| wechselnd  | Orthodoxer Karfreitag      | (siehe Osterdatum)                                        |
| wechselnd  | Orthodoxes Osterfest       | (siehe Osterdatum)                                        |
| wechselnd  | Orthodoxer Ostermontag     | (siehe Osterdatum)                                        |
| 1. Mai     | Tag der Arbeit             |                                                           |
| 9. Mai     | Tag des Sieges             | Ende des Zweiten Weltkrieges in Europa 1945               |
| 21. Mai    | Unabhängigkeitstag         | Tag des Unabhängigkeitsreferendums 2006                   |
| 13. Juli   | Tag der Eigenstaatlichkeit | Nationalfeiertag                                          |